# 4011 Бахарев
4011 Бахарев (4011 Bakharev) — астероїд головного поясу, відкритий 28 вересня 1978 року.
Тіссеранів параметр щодо Юпітера — 3,667.